# Sintonia de Amor
Sintonia de Amor (em inglês:  Sleepless in Seattle) é um filme americano de 1993 do gênero comédia romântica, dirigido por Nora Ephron. Baseado em uma história de Jeff Arch, estrelado por Tom Hanks como Sam Baldwin e Meg Ryan como Annie Reed.
O filme foi inspirado no filme de 1957 An Affair to Remember e utilizada tanto a sua música tema e clipes do filme em cenas críticas. A reunião climática no topo do Empire State Building é uma referência a uma reunião entre Cary Grant e Deborah Kerr em An Affair to Remember que deixa de acontecer porque a personagem de Kerr é atropelada por um carro quando estava a caminho. Em determinado momento, alguns dos personagens discutem sobre o filme.
Meg Ryan e Tom Hanks dividem apenas aproximadamente dois minutos juntos na tela.

## Sinopse
Aborrecido com a tristeza do pai, que está viúvo há um ano e meio e não consegue se recuperar da morte de sua esposa, um garoto liga para um programa de rádio à procura de uma namorada para ele. Longe dali está Annie Reed que, viajando de carro, ouve o programa e acaba apaixonada.

## Elenco
- Tom Hanks ....  Sam Baldwin
- Meg Ryan ....  Annie Reed
- Bill Pullman ....  Walter Jackson
- Ross Malinger ....  Jonah Baldwin
- Rob Reiner ....  Jay Mathews
- Rosie O'Donnell ....  Becky
- Gaby Hoffmann ....  Jessica
- Victor Garber ....  Greg
- Rita Wilson ....  Suzy
- Barbara Garrick ....  Victoria
- Carey Lowell ....  Maggie Abbott Baldwin
- David Hyde Pierce ....  Dennis Reed
- Dana Ivey ....  Claire Bennett
- Kevin O'Morrison ....  Cliff Reed
- Caroline Aaron ...  Dra. Marcia Fieldstone
- Frances Conroy ....  Irene Reed

Hanks e Ryan já havia atuado juntos em Joe Versus the Volcano e mais tarde iriam estrelar juntos em You've Got Mail.
Julia Roberts e Kim Basinger tiveram sido oferecidas o papel de Annie Reed, mas ambas recusaram.
A atriz Parker Posey chegou a participar das filmagens, mas sua personagem teve todas as cenas cortadas na versão final do filme. Ela participaria, em 1998, do filme You've Got Mail, também com Tom Hanks e Meg Ryan e dirigido pela mesma diretora.

## Trilha sonora
O filme deveria originalmente ter sido composto por John Barry, mas quando a ele foi dada uma lista de 20 músicas que ele tinha que colocar no filme, ele se demitiu. A trilha sonora do filme foi finalmente feita por Marc Shaiman.
1. "As Time Goes By" by Jimmy Durante – 2:28
2. "A Kiss to Build a Dream On" por Louis Armstrong – 3:01
3. "Stardust" por Nat King Cole – 3:15
4. "Makin' Whoopee" por Dr. John com Rickie Lee Jones – 4:09
5. "In the Wee Small Hours of the Morning" por Carly Simon – 3:16
6. "Back in the Saddle Again" por Gene Autry – 2:36
7. "Bye Bye Blackbird" por Joe Cocker – 3:30
8. "A Wink and a Smile" por Harry Connick, Jr. – 4:08
9. "Stand by Your Man" por Tammy Wynette – 2:41
10. "An Affair to Remember" por Marc Shaiman – 2:31
11. "Make Someone Happy" por Jimmy Durante – 1:52
12. "When I Fall in Love" por Celine Dion e Clive Griffin – 4:21[8]

## Recepção

### Bilheteria
Sleepless in Seattle estreou nos cinemas em 25 de junho de 1993, em 1,579 locais, ganhando US$17,253,733 no fim de semana de estreia, ocupando o segundo lugar nas bilheterias norte-americanas, atrás do terceiro fim de semana do Jurassic Park. Ao final de sua exibição, o filme arrecadou US$126,680,884 nos Estados Unidos e Canadá, além de US$101,119,000 internacionalmente, totalizando um total mundial de US$227,799,884.

### Resposta crítica
O filme recebeu críticas positivas dos críticos. Rotten Tomatoes relata que 74% dos 57 críticos profissionais deram ao filme uma crítica positiva, com uma média de classificação de 6,61/10. Em Metacritic, o filme tem uma classificação de 72 em 100, com base em 17 críticos, indicando "críticas geralmente positivas".

## Principais prêmios e indicações
O filme recebeu duas indicações para prêmios no Oscar 1994. Perdeu para The Piano para Melhor Roteiro Original, enquanto a música "A Wink and a Smile" perdeu para "Streets of Philadelphia" (de Filadélfia, outro filme de Tom Hanks) para Melhor Canção Original. O filme foi indicado a três Prêmios Globo de Ouro: um para Melhor Ator - Musical ou Comédia (Tom Hanks), outro para Melhor Atriz - Filme ou Comédia Musical (Meg Ryan) e um terceiro para Melhor Filme ou Comédia Musical.
O filme ganhou quatro prêmios em diferentes cerimônias. Ryan ganhou o prêmio de atriz mais engraçada no papel principal no American Comedy Awards. No Young Artist Awards de 1994, Malinger ganhou o prêmio de melhor ator com menos de dez anos em um filme e o filme em si ganhou o Melhor Filme Familiar em Comédia.
O filme é reconhecido pelo American Film Institute no Top 10 da AFI como o 10º na categoria de filmes de comédia romântica e nos AFI's 100 Years... 100 Passions, lista das 100 maiores histórias de amor do cinema americano, em #45.
| Prêmio                 | Categoria                                     | Destinatários                                       | Resultado |
| ---------------------- | --------------------------------------------- | --------------------------------------------------- | --------- |
| Oscar 1994             | Melhor Canção Original                        | "A Wink and a Smile"                                | Indicado  |
| Oscar 1994             | Melhor Roteiro Original                       | Nora Ephron, David S. Ward e Jeff Arch              | Indicado  |
| BAFTA Film Awards      | Melhor Trilha Sonora                          | Marc Shaiman                                        | Indicado  |
| BAFTA Film Awards      | Melhor Roteiro                                | Nora Ephron, David S. Ward e Jeff Arch              | Indicado  |
| American Comedy Awards | Atriz Mais Engraçada em Cinema                | Meg Ryan                                            | Venceu    |
| Prêmios Globo de Ouro  | Melhor Filme - Musical ou Comédia             | Melhor Filme - Musical ou Comédia                   | Indicado  |
| Prêmios Globo de Ouro  | Melhor Ator - Musical ou Comédia              | Tom Hanks                                           | Indicado  |
| Prêmios Globo de Ouro  | Melhor Atriz - Musical ou Comédia             | Meg Ryan                                            | Indicado  |
| MTV Movie Awards       | Melhor Desempenho                             | Ross Malinger                                       | Indicado  |
| MTV Movie Awards       | Melhor Performance Feminina                   | Meg Ryan                                            | Indicado  |
| MTV Movie Awards       | Melhor Canção de Filme                        | "When I Fall in Love" (Celine Dion e Clive Griffin) | Indicado  |
| MTV Movie Awards       | Melhor Dupla na Tela                          | Tom Hanks & Meg Ryan                                | Indicado  |
| Young Artist Awards    | Melhor ator com menos de dez anos em um filme | Ross Malinger                                       | Venceu    |
| Young Artist Awards    | Melhor Filme Familiar - Comédia               | Melhor Filme Familiar - Comédia                     | Venceu    |

## Adaptação musical
Em 2009, o desenvolvimento começou em uma versão musical de Sleepless in Seattle. David Shor foi anunciado como produtor do musical, com um livro sendo escrito por Jeff Arch, parceiro de longa data de Shor e roteirista original do filme. Leslie Bricusse foi inicialmente anexada ao projeto, mas se retirou devido a "diferenças criativas com o produtor e o diretor do show". Michelle Citrin, Michael Garin e Josh Nelson foram anunciados para trabalhar na música e nas letras, com Shor descobrindo Citrin via YouTube. O musical foi lançado inicialmente em 2010, e a data de estreia foi posteriormente transferida para 2011 e junho de 2012. Em fevereiro de 2012, Shor anunciou que o musical não estrearia até a temporada 2012-13 e que o espetáculo "passaria por uma revisão de cima para baixo" e teria uma nova equipe criativa. Com uma nova trilha sonora do compositor Ben Toth e do letrista Sam Forman, a versão musical estreou no Pasadena Playhouse em maio de 2013.
Depois de ter sido adiado por vários anos, o musical seria lançado no Troubadour Wembley Park Theatre de Londres, em 24 de março de 2020, sob o nome Sleepless: A Musical Romance, por uma execução inicial de 7 semanas até 3 de maio. Será estrelado por Jay McGuiness, Kimberley Walsh e Daniel Casey como Sam, Annie e Walter, respectivamente.
Um atraso adicional devido à pandemia de COVID-19 significou que o show não seria aberto até 25 de agosto de 2020 e chegaria a 27 de setembro. O show terá um público socialmente distanciado e adotará várias medidas como resultado da epidemia.